# Lista skoczni narciarskich
Lista skoczni narciarskich zawiera skocznie istniejące, czynne oraz nieczynne.
W przypadku braku danych o nazwie skoczni, wpisane jest miasto, w którym się znajduje
(miasto – nazwa skoczni – punkt konstrukcyjny).

## Skocznie narciarskie w Polsce
Pierwsze skoki na ziemiach polskich oddano w Sławsku koło Lwowa. Na początku lat 20. XX w. skakano również w Zakopanem na Antałówce, Kalatówkach czy w Dolinie Jaworzynce; w Wiśle na Baraniej Górze i w Głębcach; Krynicy, czy Worochcie (obecnie Ukraina).
Przełom nastąpił po zbudowaniu Wielkiej Krokwi według projektu Karola Stryjeńskiego w 1925 r. Był to doskonały obiekt treningowy dla polskich skoczków. Już w 1929 r. jej rekord był dłuższy o 3 metry od odległości 60 m. Skocznie w Polsce masowo były budowane przed II wojną światową na terenie całej Polski.
Następny boom na skocznie nastąpił w latach 60. i 70. Wiele z nich budowano w czynie społecznym. Większość obiektów z tamtego okresu niszczała i na początku lat 90. XX w. wiele było w fatalnym stanie technicznym.
Dzięki sukcesom Adama Małysza wszczęto wiele inicjatyw związanych z budową skoczni. Kilka zostało wybudowanych przez okolicznych mieszkańców wspólnymi siłami. Jednak kiedy w 2004 roku ruszył Program Rozwoju Skoków Narciarskich Polskiego Związku Narciarskiego, zaczęto budowę obiektów na terenie całej Polski. W latach 2004–2006 otwarto nowe skocznie w Zagórzu K-40, K-20, K-10. W lecie 2008 r. została przebudowana skocznia w Wiśle-Malince. Po remoncie ma ona wymiary K-120 / HS134. Ponadto jest wyposażona w igelit, sztuczne oświetlenie, armatki śnieżne. 28 lutego i 1 marca 2009 odbyły się tam zawody Pucharu Kontynentalnego w skokach narciarskich. W 2008 roku otwarto także zmodernizowaną skocznię w Szczyrku Skalite K 95, na przełomie 2009 roku dobudowano obok skoczni głównej K 95 obiekt o punkcie K usytuowanym na 70 metrze (HS-77) a w 2010 roku dobudowano skocznię K 40 (HS 44) i uroczyście otwarto podczas mistrzostw Polski w skokach narciarskich. W 2010 roku w Bielsku-Białej wybudowane zostały przez klub narciarski LKS Klimczok Bystra dwie, igelitowe skocznie narciarskie K27 i K18. W lipcu 2015 roku otwarto trzy nowe skocznie w Wiśle Centrum K 10, K 20 i K 40. Kolejne modernizacje planowane są w Zakopanem - w 2017 roku zmodernizowana ma być Wielka Krokiew, a w latach 2018-2020  kompleks Średniej Krokwi. W latach 2015–2017 poddano remontowi także skocznię narciarską na Kruczej Skale w Lubawce, dzięki czemu można znów rozgrywać tam zawody i treningi. W 2018 roku w Chochołowie wybudowane zostaną dwie nowe skocznie HS 16 i HS 30 które mają ułatwić dzieciom z Podhala treningi w związku z planowaną i konieczną modernizacją kompleksu Średniej Krokwi.
Skocznia narciarska znajdowała się również w Warszawie przy ulicy Czerniowieckiej na Mokotowie. Została zbudowana w latach 1955−1959 i była skocznią pokrytą igelitem z wieżą startową o wysokości 35 m. Na tej skoczni oficjalny rekord wynosi 40,5 m przez Antoniego Łaciaka. Skakano na niej wyłącznie latem. Ostatnie zawody zostały rozegrane w latach siedemdziesiątych, potem skocznia zaczęła popadać w ruinę i na przełomie 2010 i 2011 roku została rozebrana.

### Czynne skocznie narciarskie w Polsce
| Miasto        | Zdjęcie   | Nazwa                                          | Punkt K    | Rekord odległości (m) | Rekord (data)        | Rekordzista         |
| ------------- | --------- | ---------------------------------------------- | ---------- | --------------------- | -------------------- | ------------------- |
| Zakopane      |           | Wielka Krokiew                                 | K-125      | 147                   | 25 stycznia 2020     | Yukiya Satō         |
| Zakopane      |           | Kompleks skoczni narciarskich Średniej Krokwi  | K-95       | 108                   | 29 października 2021 | Klemens Murańka     |
| Zakopane      | K-64      | Kompleks skoczni narciarskich Średniej Krokwi  |            |                       |                      |                     |
| Zakopane      | K-37 K-23 | Kompleks skoczni narciarskich Średniej Krokwi  |            |                       |                      |                     |
| Zakopane      |           | Adaś                                           | K-15       |                       |                      |                     |
| Wisła         |           | Skocznia im. Adama Małysza                     | K-120      | 139                   | 8 stycznia 2013      | Stefan Kraft        |
| Wisła         |           | Centrum                                        | K-9        | 12                    | 30 grudnia 2017      | Tymoteusz Cienciała |
| Wisła         | K-19      | Centrum                                        | 25         | 24 listopada 2018     | Kacper Tomasiak      |                     |
| Wisła         | K-37      | Centrum                                        | 44,5       | 02 lutego 2020        | Tymoteusz Cienciała  |                     |
| Szczyrk       |           | Kompleks skoczni narciarskich Skalite          | K-95       | 116                   | 1 marca 2011         | Krzysztof Leja      |
| Szczyrk       | K-70      | Kompleks skoczni narciarskich Skalite          |            |                       |                      |                     |
| Szczyrk       | K-40      | Kompleks skoczni narciarskich Skalite          |            |                       |                      |                     |
| Lubawka       |           | Krucza Skała                                   | K-85       | 96                    | 2010                 | Jakub Kot           |
| Chochołów     |           | Gumolaste                                      | K-30       | 31,5                  | 21 stycznia 2020     | Tymoteusz Cienciała |
| Chochołów     | K-15      | Gumolaste                                      | 16,5       | 16 lutego 2019        | Aleksander Luberda   |                     |
| Bielsko-Biała |           | Kompleks skoczni narciarskich w Bielsku-Białej | K-31       |                       |                      |                     |
| Bielsko-Biała | K-19      | Kompleks skoczni narciarskich w Bielsku-Białej |            |                       |                      |                     |
| Zagórz        |           | Zakucie                                        | K-40       |                       |                      |                     |
| Zagórz        | K-20      | Zakucie                                        |            |                       |                      |                     |
| Zagórz        | K-10      | Zakucie                                        |            |                       |                      |                     |
| Gilowice      |           | Łękawka                                        | K-20, K-14 |                       |                      |                     |

Skocznie nieczynne lub nieużytkowane lub amatorskie lub budowane w przyszłości:
- Orlinek im. Stanisława Marusarza (Karpacz): K-85
- Kompleks Olimpii Goleszów (Goleszów): K-50, K-30, K-25, K-17
- Kompleks Górnika Iwonicz (Iwonicz-Zdrój): K-40, K-20
- Skocznia narciarska w Skawicy (Skawica): K-20
- Skocznia narciarska w Tułowicach (Tułowice): K-5, K-3
- Dobrzenianka (Dobrzeń Wielki): K-4
- Rudzka Góra (Łódź): K-15 i K-5
- Sieniawa (Sieniawska Planica): K-20
- Kobylepole (Poznań) K-20

Skoczni dużych: 2
Skoczni normalnych: 4
Skoczni średnich: 4
Skoczni małych: 15
Skoczni nieklasyfikowanych: 17

## Skocznie narciarskie w pozostałych państwach na świecie

### Argentyna
| miasto                  | nazwa skoczni  | punkt K |
| ----------------------- | -------------- | ------- |
| San Carlos de Bariloche | Salto Catedral | K-20    |

### Australia
| miasto           | nazwa skoczni       | punkt K        |
| ---------------- | ------------------- | -------------- |
| Falls Creek      | Mt. Buller Ski Jump | K-30           |
| Hoppers Crossing | Ski Jumping Hill    | K-30 K-20 K-10 |

### Austria
| miasto        | nazwa skoczni         | punkt K              |
| ------------- | --------------------- | -------------------- |
| Tauplitz      | Kulm                  | K-200                |
| Innsbruck     | Bergisel              | K-120                |
| Bischofshofen | Sepp Bradl-Skistadion | K-125 K-65 K-40 K-20 |
| Villach       | Villacher Alpenarena  | K-90 K-60 K-30 K-15  |
| Absam         | FISU-Schanzen         | K-70                 |
| Absam         | Bettelwurfschanze     | K-40 K-20            |

- Achomitz / Zahomc (Natursprunganlage): K-75, K-50, K-32, K-20
- Andelsbuch (Wälderschanze): K-85
- Arthurhaus (Schanze am Arthurhaus): K-43, K-21
- Bad Goisern am Hallstättersee (Kalmberg-Schanzen): K-90, K-70, K-45, K-20
- Bad Hofgastein (Bilgerischanze): K-50, K-20
- Bad Mitterndorf / Bad Heilbrunn (Heilbrunnschanzen): K-43, K-26, K-18
- Bezau: K-42, K-22
- Bregencja (Schanze am Pfänder): K-45
- Breitenwang (Otto-Wagner-Schanzen): K-35, K-20
- Breitenwang (Raimund-Ertl-Schanze): K-85
- Dornbirn/Bödele (Lankschanzen): K-75, K-50, K-25
- Eisenerz (Erzberg Arena): K-90, K-75, K-60, K-40
- Fieberbrunn (Silberbergschanze): K-50, K-15
- Fulpmes (Fischteichschanze): K-60
- Hinzenbach (Energie AG-SkisprungArena): K-90, K-40, K-20
- Höhnhart (Drei-Tannenschanze am Moosberg): K-45, K-30, K-20
- Kitzbühel (Schattbergschanze): K-45, K-35, K-15
- Klagenfurt (Sattnitzschanzen): K-50, K-30, K-18
- Mayrhofen (Hausererschanze): K-67, K-40, K-20
- Murau (Hans-Walland-Großschanze): K-120
- Murau (Gumpoldschanze): K-85
- Murau (Schülerschanzen): K-55, K-35, K-15
- Mürzzuschlag (Ganzsteinschanze): K-55, K-28, K-12
- Natters (Herrensteigschanze): K-37, K-20
- Ramingstein (Hans-Lechner-Schanzen): K-50, K-30, K-20
- Ramsau (Mattensprunganlage): K-90
- Ramsau (Minzlhofschanzen): K-40, K-30, K-15
- Riezlern (Mahdtal-Egg-Schanze): K-40, K-20
- Rottenmann (Karl-Horn-Sprunganlage): K-44, K-30, K-15, K-10
- Saalfelden am Steinernen Meer (Felix-Gottwald-Schisprungstadion): K-85, K-60, K-30, K-15
- Schwarzach im Pongau (Urfahrschanze): K-80, K-50, K-25, K-15
- Seefeld (Casino Arena): K-90
- Stams (Brunnentalschanzen): K-105, K-60
- St. Johann in Tirol (Willi-Gantschnigg-Schanze): K-42, K-26, K-16
- Velden (Marienhofschanze): K-60
- Velden (Hugo-Schwarz-Schanze): K-15
- Waldzell (Schratteneck): K-28, K-18
- Wörgl (Sprungzentrum): K-83, K-50, K-30, K-20, K-10

### Białoruś
| miasto           | nazwa skoczni                         | punkt K        |
| ---------------- | ------------------------------------- | -------------- |
| Raubiczy / Mińsk | Olimpijski Kompleks Sportowy Raubiczy | K-74 K-45 K-20 |

### Bośnia i Hercegowina
| miasto     | nazwa skoczni         | punkt K    |
| ---------- | --------------------- | ---------- |
| Sarajewo   | Igman                 | K-112 K-90 |
| Travnik    | Vlašić Skakaonica     | K-87       |
| Crepoljsko | Crepoljsko Skakaonica | K-30       |
| Pale       | Pale Skakaonica       | K-20       |

### Bułgaria
| miasto  | nazwa skoczni | punkt K             |
| ------- | ------------- | ------------------- |
| Borowec | Musała        | K-90 K-60 K-40 K-15 |
| Samokow | Czernija kos  | K-40 K-25 K-10      |

### Chiny
| miasto      | nazwa skoczni                           | punkt K        |
| ----------- | --------------------------------------- | -------------- |
| Yabuli      | Dragon Hill                             | K-125 K-90     |
| Jilin       | Kompleks skoczni narciarskich w Beidahu | K-90 K-50 K-30 |
| Zhangjiakou | Snow Ruyi National Ski Jumping Centre   | K-125 K-95     |

### Chorwacja
| miasto   | nazwa skoczni                 | punkt K   |
| -------- | ----------------------------- | --------- |
| Delnice  | Japlensky Vrh                 | K-70 K-25 |
| Delnice  | Vucnik                        | K-30      |
| Prezid   | Skakaonica Spetnakova parcela | K-40      |
| Zagrzeb  | Skakaonica Medvednica         | K-35 K-12 |
| Mrkopalj | Skakaonica                    | K-40      |

### Czarnogóra
| miasto  | nazwa skoczni      | punkt K        |
| ------- | ------------------ | -------------- |
| Žabljak | Zabljak Skakaonica | K-45 K-60 K-30 |

### Czechy
| miasto                 | nazwa skoczni | punkt K                    |
| ---------------------- | ------------- | -------------------------- |
| Harrachov              | Čerťák        | K-185 K-125 K-90 K-70 K-40 |
| Harrachov              | Areal Kraml   | K-28 K-18 K-10             |
| Liberec                | Ještěd        | K-120 K-90 K-50 K-14       |
| Liberec                | Slavia        | K-31 K-20                  |
| Frenštát pod Radhoštěm | Areal Horečky | K-95 K-45 K-21 K-10 K-5    |
| Rožnov pod Radhoštěm   | Na Bučiskách  | K-70 K-35 K-15 K-5         |

- Machov Hurka (): K-64, K-34, K-19, K-12, K-8
- Trzyniec (Nydek): K-40, K-24
- Trutnov: K-50, K-18
- Desná (Skokansky Areal): K-60, K-38, K-20
- Kozloviče (Sokol): K-18, K-9
- Zadov (Stachy): K-88, K-70, K-52, K-25
- Špindlerův Mlýn (Svatý Petr): K-86, K-50, K-28, K-16
- Lomnice (V. Popelkach): K-70, K-43, K-27, K-12, K-6

### Dania
| miasto   | nazwa skoczni                 | punkt K   |
| -------- | ----------------------------- | --------- |
| Hjørring | Smidths Plantage Skihopbakker | K-30 K-15 |
| Nuuk     | Ravnebakken                   | K-30      |
| Søllerød | Holtekollen                   | K-25      |
| Vejle    | Gyllinghøj                    | K-26      |

### Estonia
| miasto   | nazwa skoczni          | punkt K             |
| -------- | ---------------------- | ------------------- |
| Elva     | Suusahüppemägi         | K-25                |
| Otepää   | Tehvandi               | K-90 K-70           |
| Otepää   | Apteekrimägi           | K-40 K-25 K-18 K-10 |
| Rakvere  | Tõrma Kõrgemägi        | K-30 K-18           |
| Tallinn  | Mustamäe               | K-50 K-25 K-18 K-10 |
| Viljandi | Lossimäe Hüppemägi     | K-20 K-10           |
| Võru     | Andsumä Suusahüppemägi | K-30 K-10           |

### Finlandia
| miasto    | nazwa skoczni  | punkt K                        |
| --------- | -------------- | ------------------------------ |
| Kuopio    | Puijo          | K-120 K-92 K-65 K-28           |
| Ruka      | Rukatunturi    | K-120 K-64 K-25                |
| Lahti     | Salpausselkä   | K-116 K-90 K-60 K-35 K-25 K-15 |
| Jyväskylä | Laajavuori     | K-100 K-64 K-40 K-28           |
| Rovaniemi | Ounasvaara     | K-90 K-64 K-36 K-25 K-15 K-6   |
| Vuokatti  | Vuokatti Sport | K-90 K-60 K-45                 |
| Jämsä     | Pitkävuori     | K-100 K-55 K-25 K-15 K-8       |

### Francja
| miasto                      | nazwa skoczni                              | punkt K             |
| --------------------------- | ------------------------------------------ | ------------------- |
| Courchevel                  | Tremplin du Praz                           | K-120 K-90 K-60     |
| Courchevel                  | Courchevel 1850                            | K-54                |
| Courchevel                  | La Patinoire                               | K-25                |
| Saint-Nizier-du-Moucherotte | Dauphine                                   | K-112               |
| Chamonix                    | Tremplin aux Bossons                       | K-95                |
| Chamonix                    | Le Grepon                                  | K-56 K-30 K-15      |
| Chaux-Neuve                 | La Côte Feuillée                           | K-90 K-57 K-28 K-10 |
| Autrans                     | Le Claret                                  | K-90 K-56 K-29 K-12 |
| Prémanon                    | Les Tuffes                                 | K-76 K-45 K-25      |
| Les Houches                 | Le Chanté                                  | K-50 K-30 K-15      |
| Sixt-Fer-à-Cheval           | Nant-Sec                                   | K-33                |
| Les Rousses                 | Omnibus                                    | K-25 K-10           |
| Paryż (Saint-Denis)         | Tremplin du Parc Paysagers de la Courneuve | K-23                |

### Gruzja
| miasto    | nazwa skoczni | punkt K              |
| --------- | ------------- | -------------------- |
| Bakuriani | Sakartwelo    | K-115 K-90 K-70 K-45 |

### Hiszpania
| miasto          | nazwa skoczni                      | punkt K        |
| --------------- | ---------------------------------- | -------------- |
| Astún           | Trampolín de Saltos Valle de Astún | K-90 K-40 K-25 |
| La Molina       | Trampolín Albert Bofill Mosella    | K-75           |
| La Molina       | Font Canaleta                      | K-54 K-24      |
| Ribes de Freser | Vall de Núria                      | K-55 K-30      |

### Holandia
| miasto        | nazwa skoczni | punkt K   |
| ------------- | ------------- | --------- |
| Bergschenhoek | Schans        | K-24 K-15 |

### Islandia
| miasto       | nazwa skoczni | punkt K |
| ------------ | ------------- | ------- |
| Akureyri     | Hlíðarfjall   | K-25    |
| Ólafsfjörður | Skíði-stökk   | K-15    |

### Japonia
| miasto       | nazwa skoczni        | punkt K        |
| ------------ | -------------------- | -------------- |
| Sapporo      | Ōkurayama            | K-120          |
| Sapporo      | Miyanomori           | K-90           |
| Sapporo      | Araiyama             | K-50 K-30      |
| Hakuba       | Skocznie olimpijskie | K-120 K-90     |
| Otaru        | Bōyōdai              | K-80           |
| Otaru        | Shiomidai            | K-55 K-45 K-35 |
| Zaō          | Yamagata             | K-90           |
| Nozawa Onsen | Mukobayashi          | K-90 K-50 K-30 |
| Asahi        | Suzuran              | K-70 K-50      |
| Asahi        | Sanbodai             | K-60 K-40      |
| Asahikawa    | Arashiyama           | K-76 K-50      |
| Iiyama       | Iiyama Ski Jump      | K-80 K-60 K-30 |
| Kazuno       | Hanawa               | K-75 K-50 K-25 |
| Furano       | Schanze              | K-80 K-50      |

### Kanada
| miasto      | nazwa skoczni                   | punkt K                   |
| ----------- | ------------------------------- | ------------------------- |
| Thunder Bay | Big Thunder Ski Jumping Center  | K-120 K-90 K-64 K-37      |
| Whistler    | Whistler Olympic Park Ski Jumps | K-125 K-95                |
| Calgary     | Alberta Ski Jump Area           | K-114 K-89 K-63 K-38 K-15 |
| Gatineau    | Fred Morris Memorial Ski Jumps  | K-40 K-26 K-10 K-5        |
| Camrose     | Alberta Ski Jump                | K-38                      |

### Kazachstan
| miasto      | nazwa skoczni | punkt K                        |
| ----------- | ------------- | ------------------------------ |
| Ałmaty      | Gornyj Gigant | K-125 K-90 K-70 K-45 K-30 K-15 |
| Szczuczyńsk | Burabaj       | K-125 K-90                     |
| Ridder      | Tramplin      | K-50                           |

### Korea Południowa
| miasto     | nazwa skoczni         | punkt K                   |
| ---------- | --------------------- | ------------------------- |
| Muju       | Muju Resort           | K-120 K-90 K-60 K-35      |
| Pjongczang | Alpensia Jumping Park | K-125 K-98 K-60 K-35 K-15 |

### Liechtenstein
| miasto | nazwa skoczni   | punkt K |
| ------ | --------------- | ------- |
| Steg   | Schanze am Steg | K-40    |

### Litwa
| miasto   | nazwa skoczni | punkt K |
| -------- | ------------- | ------- |
| Ignalino | Trasa         | K-40    |
| Zarasai  | Tramplinas    | K-40    |

### Łotwa
| miasto  | nazwa skoczni | punkt K            |
| ------- | ------------- | ------------------ |
| Sigulda | Valmiera      | K-50 K-18 K-10 K-5 |

### Macedonia Północna
| miasto       | nazwa skoczni | punkt K |
| ------------ | ------------- | ------- |
| Popova Šapka | Skokalnicata  | K-30    |

### Niemcy
| miasto                 | nazwa skoczni                                        | punkt K                   |
| ---------------------- | ---------------------------------------------------- | ------------------------- |
| Oberstdorf             | Heini-Klopfer-Skiflugschanze                         | K-200                     |
| Oberstdorf             | Erdinger Arena (Schattenbergschanzen / Allgäu Arena) | K-120 K-90 K-56 K-30 K-19 |
| Willingen              | Mühlenkopfschanze                                    | K-130                     |
| Garmisch-Partenkirchen | Große Olympiaschanze                                 | K-125                     |
| Titisee-Neustadt       | Hochfirstschanze                                     | K-125                     |
| Klingenthal            | Vogtland Arena                                       | K-125                     |
| Ruhpolding             | Chiemgau Arena                                       | K-115 K-90 K-65 K-40 K-20 |
| Brotterode             | Inselbergschanze                                     | K-105                     |
| Braunlage              | Wurmbergschanze                                      | K-90                      |
| Braunlage              | Brockenwegschanzen                                   | K-70 K-58 K-40 K-15 K-7   |
| Oberhof                | Kanzlersgrund                                        | K-120 K-90                |

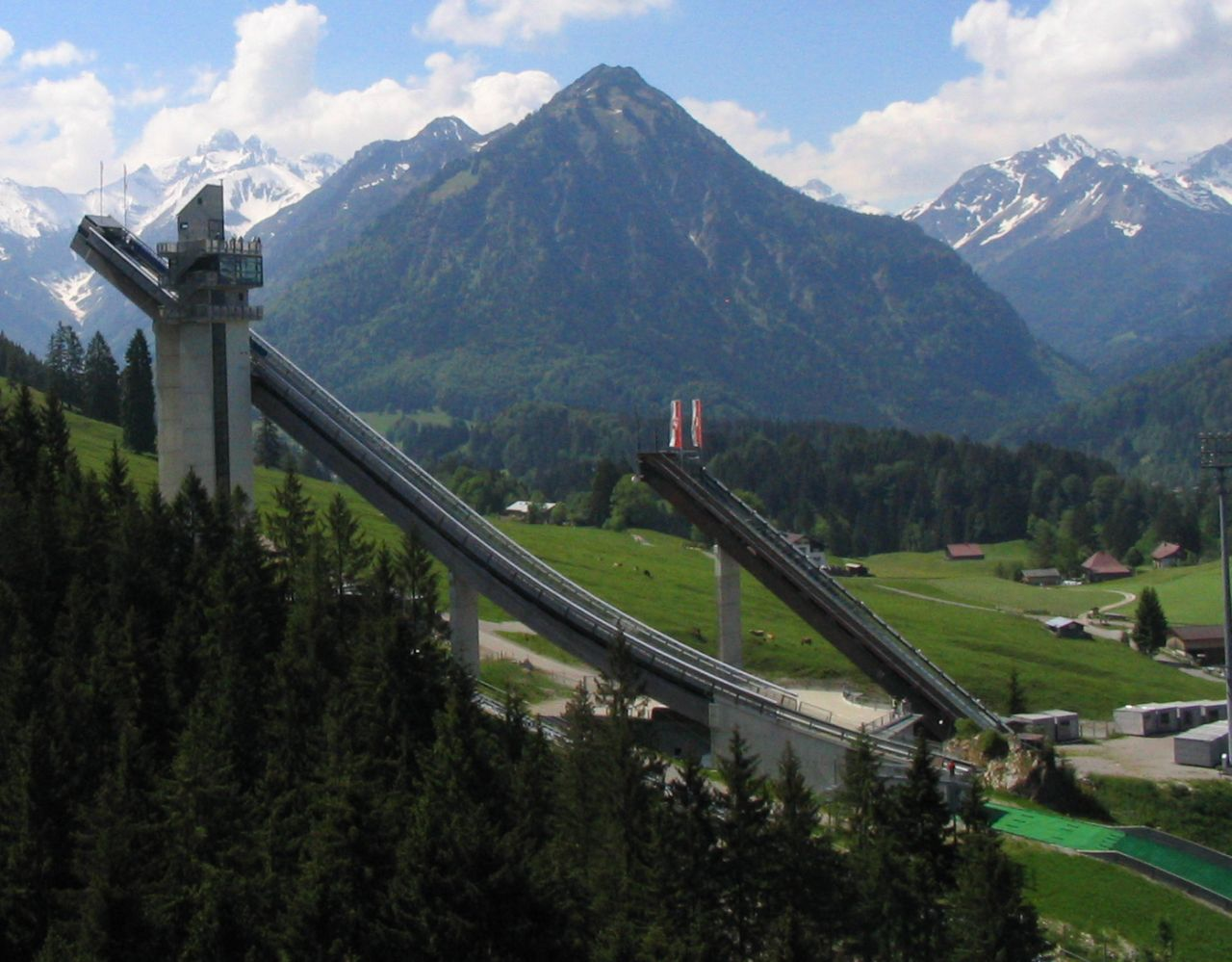
Wieże startowe skoczni Schattenbergschanze K-120 i Allgäu Arena K-90

- Kreuzkof Schanze (Bad Griesbach): K-57
- Adler-Skistadion (Hinterzarten): K-95
- Marktiegelschanze (Lauscha): K-92
- Fichtelbergschanzen (Oberwiesenthal): K-95
- Adlerschanzen (Schönwald): K-85
- St Georg Sprungschanze (Winterberg): K-81
- Ruhesteinschanzen (Baiersbronn): K-85
- Langenwaldschanze (Schonach): K-90
- Ochsenkopfschanze (Bischofsgrün): K-64
- Pöhlbachschanze (Pöhla): K-60
- Baptist-Kitzlinger-Schanze (Rastbüchl): K-76
- Kälbersteinschanzen (Berchtesgaden): K-90

### 

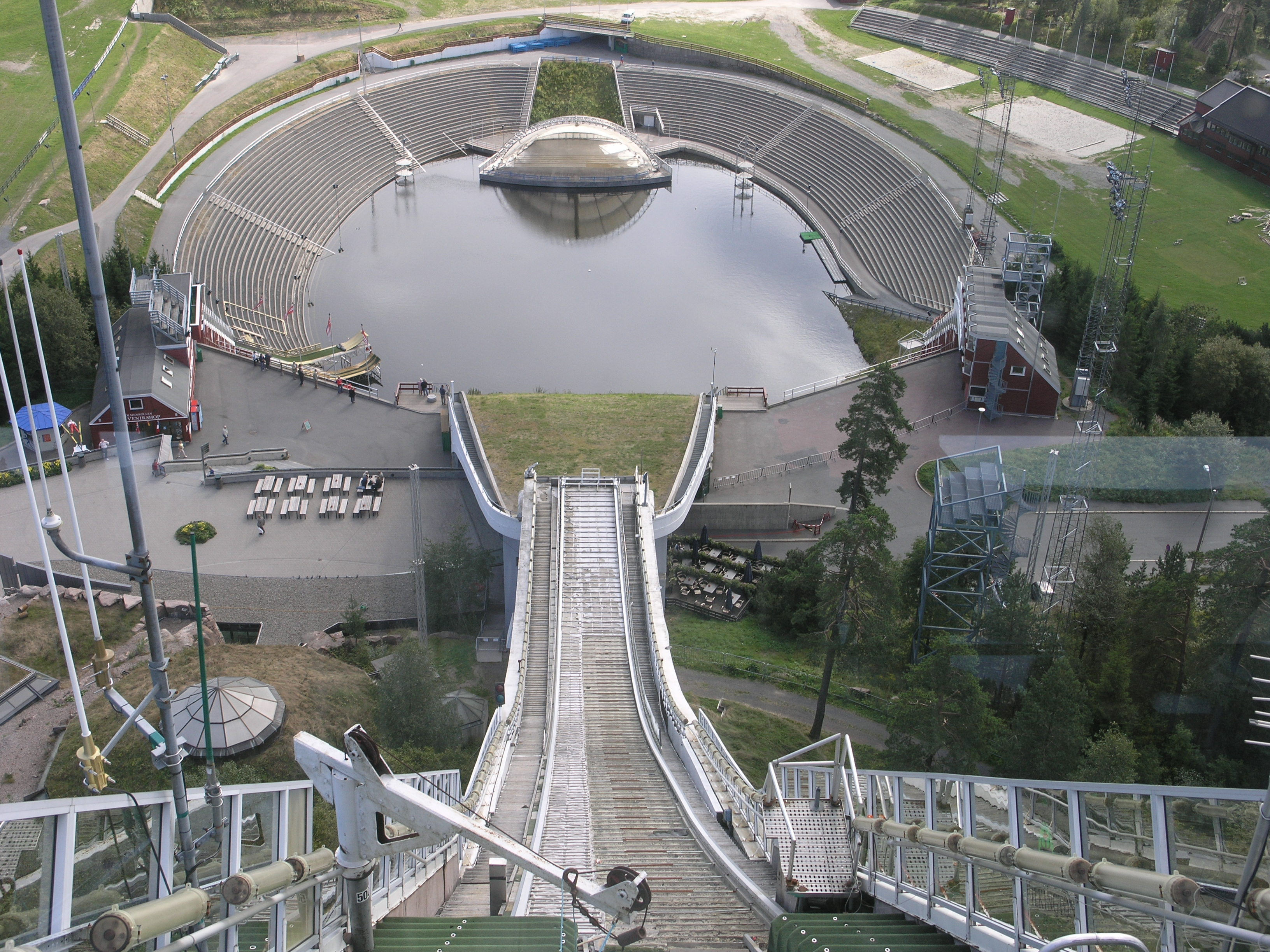
widok z wieży w Holmenkollbakken (stara skocznia, obecnie w jej miejscu wybudowano nowy obiekt):
latem w niecce dojazdu skoczni urządzany był basen

### Norwegia
| miasto            | nazwa skoczni                   | punkt K                  |
| ----------------- | ------------------------------- | ------------------------ |
| Oslo/Holmenkollen | Holmenkollbakken                | K-120                    |
| Oslo/Holmenkollen | Midtstubakken                   | K-95                     |
| Hoeydalsmo        | Huka Hoppanlegg                 | K-85                     |
| Lillehammer       | Lysgårdsbakken                  | K-123 K-90               |
| Trondheim         | Granåsen                        | K-124 K-90 K-65 K-40     |
| Vikersund         | Vikersundbakken                 | K-200                    |
| Vikersund         | Vikersundbakken (skocznia duża) | K-105                    |
| Vikersund         | Småbakker                       | K-65 K-45 K-25 K-15 K-10 |
| Bærum             | Skuibakken                      | K-110                    |
| Stryn             | Bjørkelibakken                  | K-90                     |
| Våler             | Gjerdrumsbakken                 | K-90 K-60                |
| Rena              | Renabakkene                     | K-124 K-90 K-50 K-30 K-5 |
| Mo i Rana         | Fageraas                        | K-90                     |
| Bardu             | Mobakken                        | K-90                     |
| Raufoss           | Lønnbergbakken                  | K-90                     |
| Rælingen          | Marikollen Skisenter            | K-88 K-30 K-15           |
| Tromsø            | Grønnasen                       | K-74                     |
| Heddal            | Notoddenbakken                  | K-90                     |

### Nowa Zelandia
| miasto        | nazwa skoczni          | punkt K |
| ------------- | ---------------------- | ------- |
| Mount Cook    | Mount Cook Ski Jump    | K-25    |
| Mount Ruapehu | Mount Ruapehu Ski Jump | K-20    |

### Rosja
| miasto          | nazwa skoczni                                      | punkt K                        |
| --------------- | -------------------------------------------------- | ------------------------------ |
| Ufa             | Kompleks skoczni narciarskich w Ufie               | K-90 K-60 K-40                 |
| Niżny Nowogród  | Kompleks skoczni narciarskich w Niżnym Nowogrodzie | K-110 K-80 K-30 K-15 K-10      |
| Toksowo         | Kawgołowo                                          | K-88 K-64,5 K-40 K-26 K-10 K-8 |
| Jekaterynburg   | Tramplin Sverdlovsk                                | K-90 K-50 K-30 K-15            |
| Krasnaja Polana | Russkije Gorki                                     | K-125 K-95 K-65 K-35 K-15      |
| Mieżdurieczensk | Jugus                                              | K-120 K-90 K-70 K-40 K-20      |
| Niżny Tagił     | Aist                                               | K-120 K-90 K-40 K-20 K-10      |
| Czajkowskij     | Snieżynka                                          | K-125 K-95 K-65                |

- Berezniki (Ski Jump Complex): K-64, K-40, K-25, K-10
- Kaługa (Kwan): K-60, K-15
- Kaługa (Szopino): K-55, K-30, K-20, K-10
- Kazań: K-60
- Kirow: K-90
- Kirowsk (Apatity): K-100, K-62, K-45, K-35, K-15
- Kizieł: K-60, K-40, K-30, K-20, K-10
- Kudymkar (Parma): K-60, K-40, K-30, K-20, K-10

### Rumunia
| miasto        | nazwa skoczni               | punkt K             |
| ------------- | --------------------------- | ------------------- |
| Borșa         | Trambulina Tintina          | K-110               |
| Râșnov        | Trambulina Valea Cărbunării | K-90 K-64 K-35 K-18 |
| Predeal       | Trambulina Cioplea          | K-65                |
| Valea Strâmbă | Trambulina Harghita         | K-70 K-20           |

### Serbia
| miasto   | nazwa skoczni         | punkt K |
| -------- | --------------------- | ------- |
| Goč      | Skakaonica Dobre Vode | K-30    |
| Belgrad  | Skakaonica Košutnjak  | K-40    |
| Belgrad  | Skakaonica Avala      | K-20    |
| Popovica | Skakaonica            | K-30    |
| Kopaonik | Skakaonica Kopaonik   | K-20    |

### Słowacja
| miasto              | nazwa skoczni           | punkt K              |
| ------------------- | ----------------------- | -------------------- |
| Szczyrbskie Jezioro | MS 1970                 | K-120 K-90           |
| Bańska Bystrzyca    | Skokanské Mostíky Dukla | K-120 K-90 K-42 K-26 |
| Bańska Bystrzyca    | Areál Žltý Piesok       | K-63 K-38 K-18       |

### Słowenia
| miasto   | nazwa skoczni                  | punkt K                             |
| -------- | ------------------------------ | ----------------------------------- |
| Planica  | Letalnica                      | K-200                               |
| Planica  | Bloudkova velikanka            | K-125 K-90 K-72 K-56 K-41 K-28 K-13 |
| Kranj    | Bauhenk                        | K-100                               |
| Kranj    | Krvavec                        | K-73 K-50 K-30                      |
| Kranj    | Gorenja Sava                   | K-58 K-40 K-28 K-20 K-15            |
| Kranj    | Adergas                        | K-28                                |
| Ljubno   | Logarska dolina                | K-85 K-38 K-15 K-8                  |
| Mislinja | Skakalnica Dr. Stanko Stoporko | K-85 K-65 K-30 K-20 K-14            |
| Velenje  | Grajski grič                   | K-85 K-22 K-14 K-8                  |
| Lublana  | Mostec                         | K-55 K-38 K-25 K-18 K-12 K-8        |
| Lublana  | Gunclje                        | K-50 K-35 K-23 K-14                 |
| Maribor  | Pohorje Radvanje               | K-120 K-90 K-60 K-40 K-20           |

- Ihan (Sam Skakalnica): K-60, K-35, K-22, K-15
- Logatec (Sekirica): K-50, K-24, K-11, K-8
- Mengeš: K-30, K-20, K-14
- Moravče (Cicelj): K-58, K-22, K-15, K-8
- Pečarovci (Skakalnica Goričko): K-28
- Planica-Rateče (Mali Skakalnici): K-70, K-50
- Polhov Gradec: K-27
- Ponikve: K-35, K-12
- Ravne na Koroškem: K-60, K-30, K-20, K-10
- Šentilj: K-30, K-20, K-12
- Šoštanj (Munti): K-16
- Tržic (Sebenje): K-50, K-35, K-25, K-15, K-10
- Velika Racna (Cusperk): K-50, K-30, K-25, K-14, K-8
- Vinje (Za Ograjo): K-25
- Volča pri Poljanah (Volča-Skakalnica): K-22
- Zagorje ob Savi (Kisovec): K-50, K-25, K-15, K-8
- Žiri: K-55, K-35, K-26, K-15
- Žirovnica (Glenca): K-32, K-22, K-12, K-8

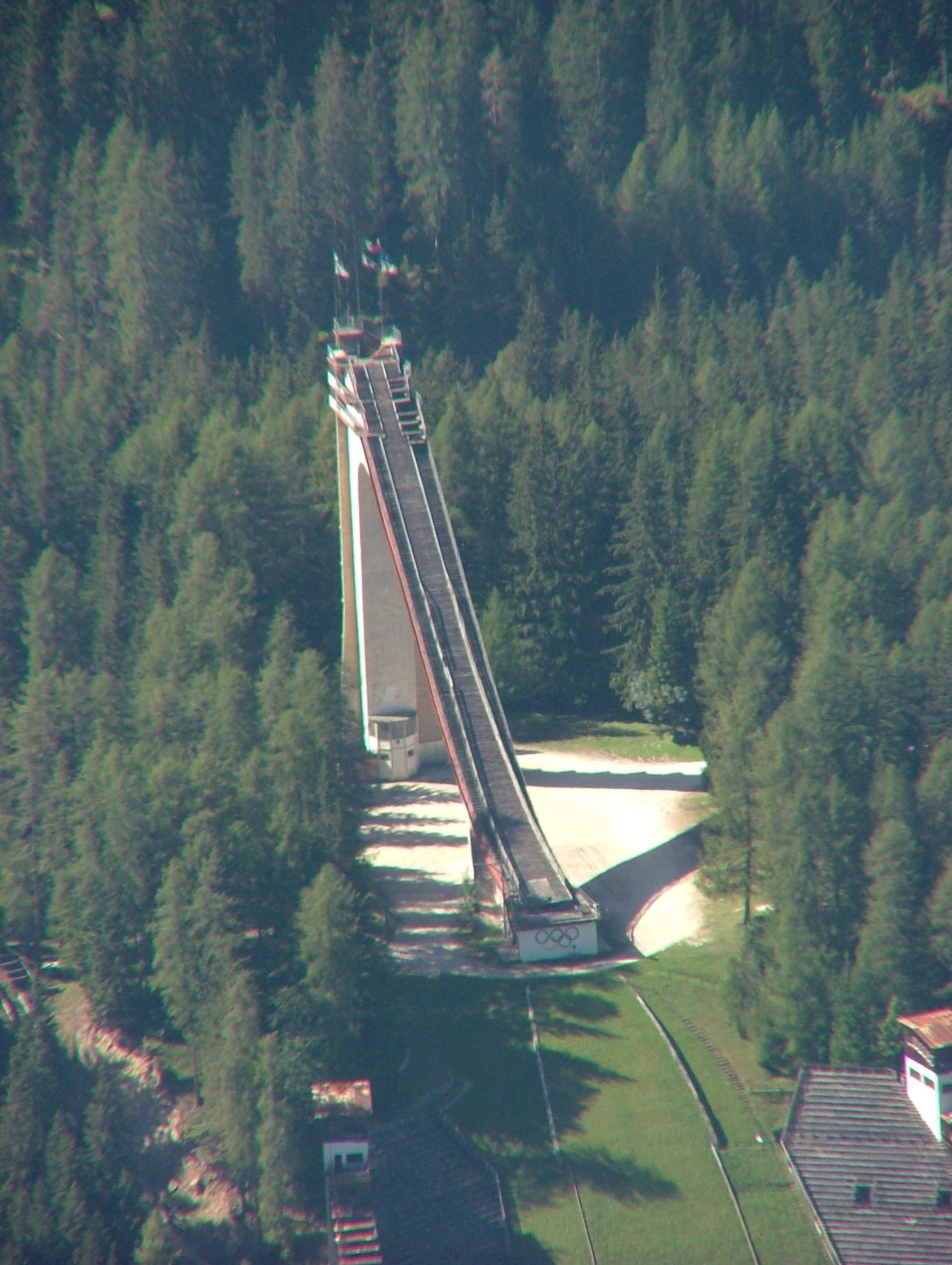
Skocznia narciarska Trampolino Italia w miejscowości Cortina d’Ampezzo

### Stany Zjednoczone
| miasto            | nazwa skoczni                           | punkt K                        |
| ----------------- | --------------------------------------- | ------------------------------ |
| Ironwood          | Copper Peak                             | K-145                          |
| Park City         | Utah Olympic Park Jumps                 | K-120 K-90 K-65 K-40 K-20 K-10 |
| Lake Placid       | MacKenzie Intervale Ski Jumping Complex | K-120 K-90 K-48 K-18 K-10      |
| Iron Mountain     | Pine Mountain                           | K-120 K-38 K-25 K-10           |
| Steamboat Springs | Howelsen Hill                           | K-114 K-90 K-60 K-38 K-25 K-18 |
| Westby            | Snowflake                               | K-106 K-65 K-40 K-20 K-10      |
| Anchorage         | Karl Eid Ski Jumping Complex            | K-60 K-40 K-15                 |
| Ishpeming         | Suicide Hill                            | K-90 K-38 K-20 K-10            |
| Eau Claire        | Silver Mine                             | K-85                           |

### Szwajcaria
| miasto       | nazwa skoczni                    | punkt K              |
| ------------ | -------------------------------- | -------------------- |
| Engelberg    | Gross-Titlis-Schanze             | K-125                |
| Engelberg    | Klein-Titlis Schanze             | K-62                 |
| Einsiedeln   | Schanzen Einsiedeln              | K-105 K-70 K-45 K-25 |
| Sankt Moritz | Olympiaschanze                   | K-95                 |
| Kandersteg   | Nationales Nordisches Skizentrum | K-90 K-60 K-30       |
| Berno        | Gurten                           | K-42 K-25            |
| Davos        | Bolgenschanze                    | K-74                 |

### Szwecja
| miasto       | nazwa skoczni | punkt K                        |
| ------------ | ------------- | ------------------------------ |
| Falun        | Lugnet        | K-120 K-90                     |
| Falun        | Kvarnberget   | K-47 K-30 K-15 K-8 K-4         |
| Sollefteå    | Hallstabacken | K-107 K-80 K-55 K-30 K-20 K-10 |
| Örnsköldsvik | Paradiskullen | K-90 K-55 K-32 K-15 K-5        |
| Hede         | Hedebacken    | K-90 K-45 K-25 K-15            |
| Gällivare    | Dundretkullen | K-90                           |

### Turcja
| miasto  | nazwa skoczni  | punkt K              |
| ------- | -------------- | -------------------- |
| Erzurum | Kiremitliktepe | K-125 K-95 K-40 K-20 |

### Ukraina
| miasto      | nazwa skoczni                              | punkt K                  |
| ----------- | ------------------------------------------ | ------------------------ |
| Worochta    | Awanhard                                   | K-90 K-65 K-45 K-20      |
| Tysowiec    | Kompleks skoczni narciarskich w Tysowcu    | K-90 K-70 K-40 K-20 K-10 |
| Wierchowina | Czeremosz                                  | K-70 K-50 K-20 K-10      |
| Krzemieniec | Kompleks skoczni narciarskich w Krzemieńcu | K-55 K-40                |
| Kijów       | Tramplin Olimpijskiy                       | K-80                     |

### Węgry
| miasto    | nazwa skoczni                    | punkt K   |
| --------- | -------------------------------- | --------- |
| Budapeszt | János-hegy                       | K-35 K-20 |
| Kõszeg    | Síugrás                          | K-30 K-10 |
| Mátraháza | Skocznia narciarska w Mátraházie | K-83      |

### Wielka Brytania
| miasto     | nazwa skoczni            | punkt K |
| ---------- | ------------------------ | ------- |
| Londyn     | Wembley Stadium Ski Jump | K-30    |
| Londyn     | Hampstead Heath Ski Jump | K-25    |
| Manchester | Reddish Vale Ski Jump    | K-30    |

### Włochy
| miasto            | nazwa skoczni                   | punkt K                        |
| ----------------- | ------------------------------- | ------------------------------ |
| Predazzo          | Trampolino Dal Ben              | K-120 K-95 K-62 K-35 K-20 K-10 |
| Pragelato         | Stadio del Trampolino           | K-125 K-95 K-60 K-30 K-15      |
| Cortina d’Ampezzo | Trampolino Italia               | K-90 K-55 K-32 K-20            |
| Gallio/Asiago     | Trampolino di Pakstall          | K-95 K-62,5 K-31 K-20          |
| Tarvisio          | Trampolino Fratelli Nogara      | K-90 K-33 K-21                 |
| Toblach/Dobbiaco  | Trampolino Sulzenhof            | K-67                           |
| Pellizano         | Val di Sole                     | K-50 K-37 K-18                 |
| Ponte di Legno    | Trampolino Gigante Corno d’Aola | K-90 K-60 K-30                 |